# الحياة السرية للحيوانات الأليفة 2
الحياة السرية للحيوانات الأليفة 2 (بالإنجليزية: The Secret Life of Pets 2)‏ هو فيلم رسوم متحركة ثلاثي الأبعاد كوميدي أمريكي تم إنتاجه في يونيو 2019، وهو تكملة لفيلم الحياة السرية للحيوانات الأليفة ألذي أنتج في سنة 2016، وهو من إنتاج شركة إليمونيشن للترفيه ومن إخراج كريس ريناود وتأليف براين لينش وبطولة باتن أوزوالت وأريك ستونستريت وكيفن هارت وجيني سلايت وتيفاني هاديش وليك بيل ونيك كرول ودانا كارفي وإيلي كيمبر وهانيبال بوريس وبوبي موينيهان وهاريسون فورد. تم توزيع الفيلم من قبل شركة يونيفرسال بيكتشرز.

## القصة
بعد أحداث الجزء الأول تتزوج مالكة ماكس ودوك كاتي وتنجب طفل تسميه ليام، في البداية يجد ماكس نفسه في وضع سئ مع الطفل لكنهم سرعان ما يتقاربان. وبتفكيرهم بخطورة الخارج لليام يحاول ماكس تأمين الحماية له. تم ترحل العائلة إلى رحلة في مزرعة وهناك يتعرف على كلب الحراسة روستر ويحاولان البحث عن خروف مفقود.

## البطولة
- باتن أوزوالت بدور ماكس وهو كلب من نوع جاك روسل تيرير
- أريك ستونستريت بدور دوك وهو كلب من نوع نيوفاونلندي
- كيفن هارت بدور الأرنب سنوبول
- جيني سليت بدور جيدجيت وهي كلبة من نوع بوميراني
- تيفاني هاديش بدور ديزي وهي كلبة من نوع تشيه تزو
- ليك بيل بدور كلوي وهي قطة عتابية
- نيك كرول بدور سيرجي مالك السيرك
- دانا كارفي بدور بوبس وهو كلب من النوع الباسط
- إيلي كيمبر بدور كاتي مالكة ماكس ودوك
- كريس رينو بدور الهمستر نورمان
- هانيبال بوريس بدور بودي وهو كلب من نوع داشهند
- بوبي موينيهان بدور ميل وهو كلب من نوع الباك
- هاريسون فورد بدور روستر وهو كلب من نوع كلب الرعي الويلزي
- بيت هولمز بدور تشوك زوج كاتي
- تارا سترونغ بدور سويتيبا وهي طير درة
- ميريديث سالنغر بدور مالكة القطة كلوي
- هنري لينش بدور ليام
- شون جامبرون بدور الخروف كوتون
- مايكل بيتي بدور الذئب ليد
- كيلي رينو بدور مولي مالكة سنوبول

## التقييم
حصل الفيلم على تقييم 55% في موقع الطماطم الفاسدة بناءً على 105 مراجعة وأثنى النقاد على أداء ممثلي الصوت لكنهم إنتقدوا القصة. في موقع ميتاكريتيك حصل الفيلم على تقييم 55 من 100 من 27 نقد متفاوتة بين الإيجابي والسلبي.

## وصلات خارجية
- الحياة السرية للحيوانات الأليفة 2 على موقع IMDb (الإنجليزية)
- الحياة السرية للحيوانات الأليفة 2 على موقع ميتاكريتيك (الإنجليزية)
- الحياة السرية للحيوانات الأليفة 2 على موقع روتن توميتوز (الإنجليزية)
- الحياة السرية للحيوانات الأليفة 2 على موقع ألو سيني (الفرنسية)
- الحياة السرية للحيوانات الأليفة 2 على موقع Turner Classic Movies (الإنجليزية)
- الحياة السرية للحيوانات الأليفة 2 على موقع بوكس أوفيس موجو (الإنجليزية)
- الحياة السرية للحيوانات الأليفة 2 على موقع فيلمافينيتي (الإسبانية)
- الحياة السرية للحيوانات الأليفة 2 على موقع قاعدة بيانات الأفلام السويدية (السويدية)
- الحياة السرية للحيوانات الأليفة 2 على موقع قاعدة بيانات الفيلم (الإنجليزية)
- الحياة السرية للحيوانات الأليفة 2 على موقع ليتربوكسد (الإنجليزية)
- الموقع الرسمي
- الحياة السرية للحيوانات الأليفة 2 على قاعدة بيانات الأفلام على الإنترنت